# Ulica Stanisława Lema w Krakowie
Ulica Stanisława Lema – ulica w Krakowie, położona na granicy trzech dzielnic: II Grzegórzki, XIV Czyżyny oraz III Prądnik Czerwony. Jest jedną z bardziej kontrowersyjnych ulic w Krakowie ze względu na długi okres, przez który nie była dopuszczona do ruchu.

## Historia
Ulica powstała między innymi z myślą o „uwolnieniu” od dużego ruchu ulicy Mogilskiej poprzez skierowanie ruchu kołowego na omawianą ulicę, dalej znacznie szerszą od Mogilskiej aleją Pokoju na Rondo Grzegórzeckie, ale też jako dojazd do Kraków Areny – hali widowiskowo-sportowej.
Ze względu na protesty mieszkańców budynków stojących na drodze dojścia omawianej arterii do skrzyżowania na Wieczystej budowa została wstrzymana na prawie 3 lata. Przez ten czas droga funkcjonowała m.in. jako parking. Przed niespodziewanym zablokowaniem budowy na drodze już prawie wszystko zostało zrobione: szeroka sześciopasmowa jezdnia, latarnie uliczne, drogi rowerowe i chodniki oraz przystanki autobusowe i wiaty.
W 2013 roku, przed połączaniem drogi z aleją Jana Pawła II, rozpoczęto remont skrzyżowania omawianej drogi z aleją Pokoju. Wówczas wykonano bezpośrednią przełączkę z ulicy Lema na południową jezdnię alei Pokoju, zamontowano sygnalizację świetlną, wytyczono przejście dla pieszych z przejazdem rowerowym oraz przesunięto przystanek tramwajowy „Lema” na nowe skrzyżowanie (bardziej na wschód). Remont ten trwał trzy tygodnie.
Ostateczne przyłączanie ulicy Lema do alei Jana Pawła II rozpoczęło się 1 lutego 2014, czyli w dzień rozpoczęcia przebudowy ulicy Mogilskiej i alei Jana Pawła II. Skrzyżowanie ulicy Lema i alei Jana Pawła II otwarto częściowo w maju 2014 (z dopuszczeniem jedynie prawoskrętów), a pełną przejezdność uzyskało 30 sierpnia 2014.

## Galeria

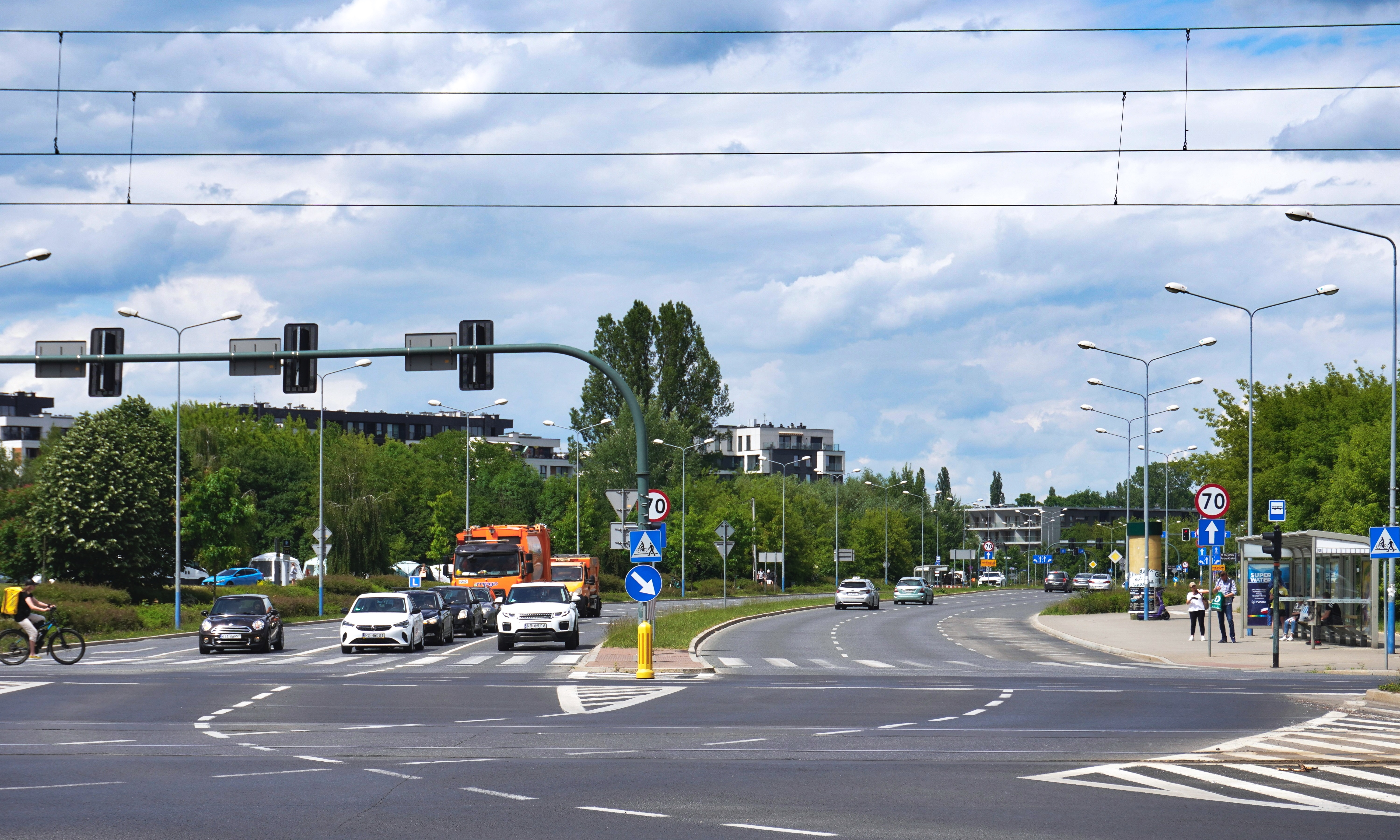
Widok z al. Pokoju
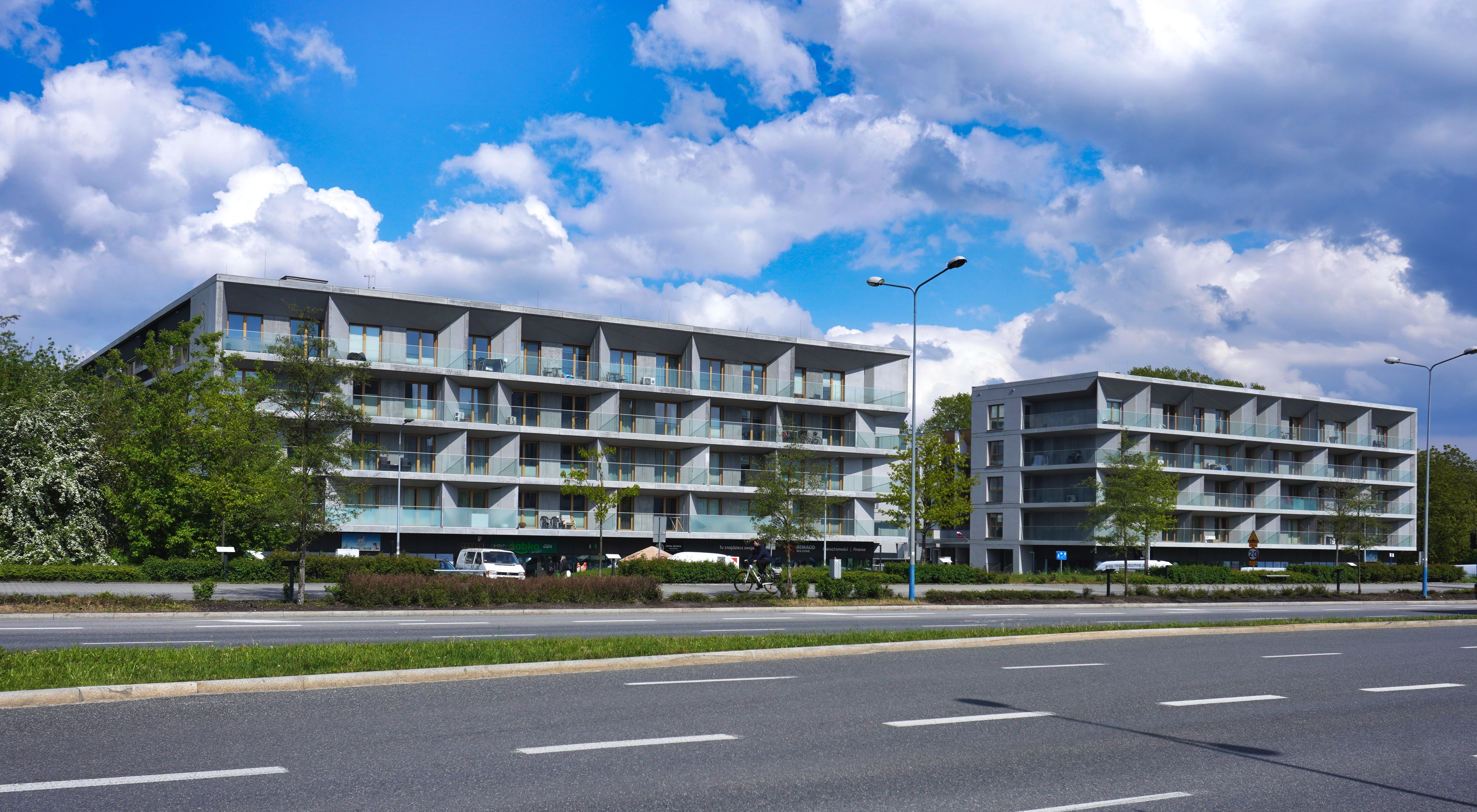
Osiedle Solaris Park
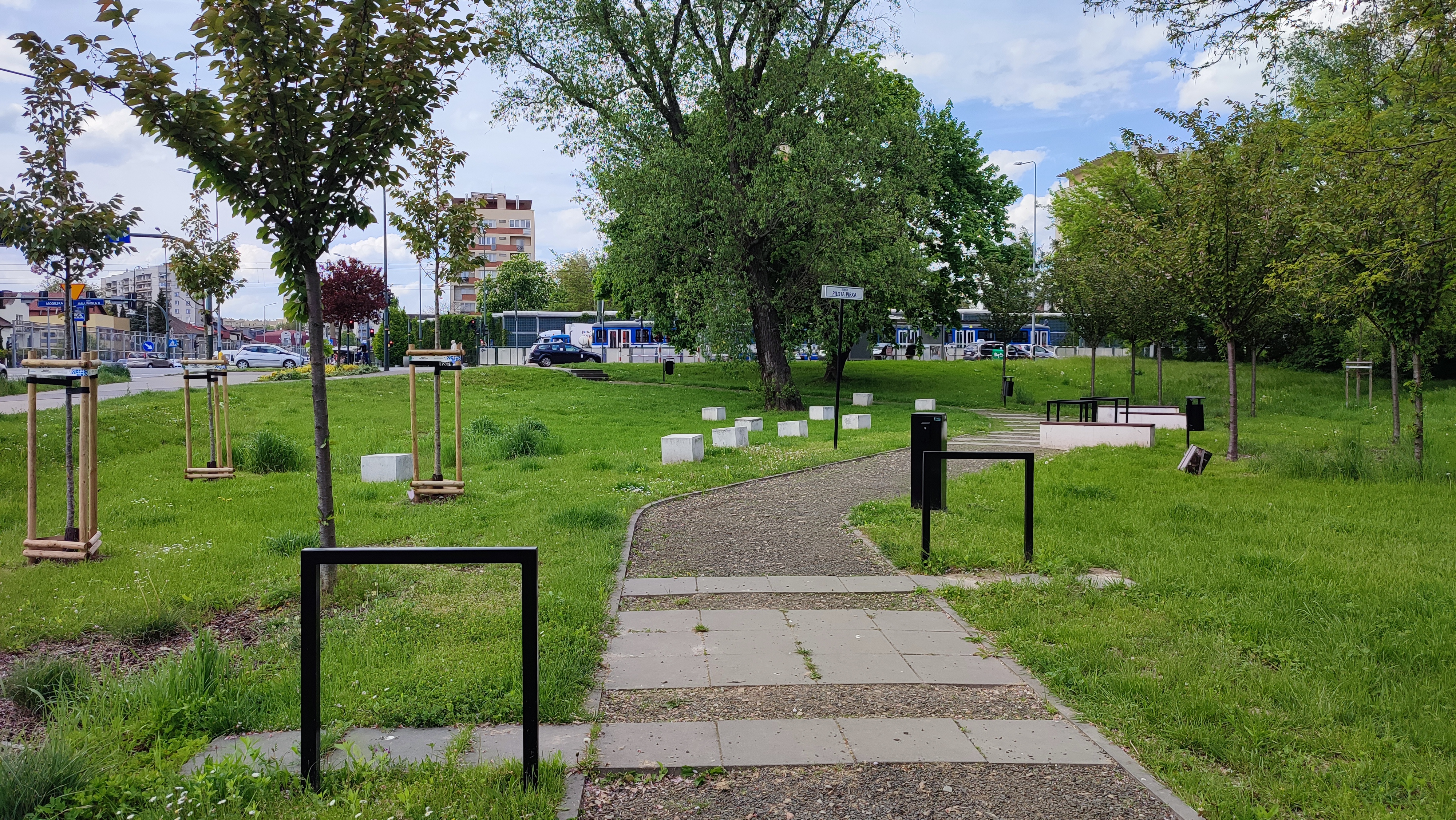
Skwer Pilota Pirxa